# 2005
Het jaar 2005 is een jaartal volgens de christelijke jaartelling.

## Gebeurtenissen
Zie voor meer gebeurtenissen de maandartikelen in de infobox.
- Door het jaar: H5N1, een ook voor mensen gevaarlijke variant van de vogelpest, verspreidt zich vanuit China en Zuidoost-Azië over de hele wereld.

januari
- 1 - Om aan de Europese Unie-regelgeving tegemoet te komen voor een vrije toegang voor alle vervoerders op het Europese spoorwegnet, wordt de NMBS opgesplitst in drie delen: een beheerder van de infrastructuur (Infrabel), een exploitant van de treinen (NMBS) en een overkoepelende holding (NMBS Holding). Zij vormen met hun drieën de NMBS-Groep.
- 9 - Mahmoud Abbas wordt verkozen tot nieuwe president van de Palestijnse Autoriteit.
- 14 - De ruimtesonde Huygens landt op de Saturnusmaan Titan.
- 15 - Overeenkomst tussen de Algerijnse regering en de Berbers over de culturele rechten van deze bevolkingsgroep. De Berbertalen krijgen meer erkenning.
- 16 - De 66-jarige Roemeense vrouw Adriana Iliescu schenkt het leven aan een dochter uit een geïmplanteerde eicel.
- 19 - Onthulling van de Airbus A380 in Toulouse.
- 31 - In Irak worden voor het eerst in decennia verkiezingen gehouden waaraan meer partijen meedoen. Ondanks aanslagen van militante soennieten is de opkomst onverwacht hoog.

februari
- 5 - Na het overlijden van president Étienne Eyadéma van Togo pleegt het leger een staatsgreep en installeert diens zoon Faure.
- 8 - Google lanceert Google Maps.
- 8 - Koningin Beatrix ontvangt haar eredoctoraat van de Universiteit Leiden.
- 14 - De vroegere premier Rafik Hariri van Libanon komt om bij een zelfmoordaanslag in Beiroet.
- 15 - De domeinnaam van YouTube wordt geregistreerd.

maart
- 19 - John DeLorean, oprichter van het automerk DeLorean, overlijdt op 80-jarige leeftijd.
- 28 - Het parlement van Canada stemt in met de invoering van het homohuwelijk.

april
- 2 - Paus Johannes Paulus II overlijdt aan de gevolgen van een septische shock en hartstilstand. Op 19 april wordt, na een conclaaf van slechts anderhalve dag, de Duitse kardinaal Joseph Ratzinger verkozen tot zijn opvolger. Hij neemt de naam Benedictus XVI aan.
- 26 - Syrië voltooit de terugtrekking van zijn troepen uit Libanon.

mei
- 13 - Nadat demonstranten in de Oezbeekse stad Andijan honderden gevangenen hebben bevrijd, opent het leger het vuur op de menigte. Er zouden naar verluidt ruim 700 doden zijn gevallen. De regering van Oezbekistan spreekt van ongeveer 70.
- 16 - Koeweit voert actief en passief vrouwenkiesrecht in.
- 18 - De regeringen van Estland en Rusland tekenen verdragen die de landsgrens en de zeegrens tussen beide landen vastleggen.
- 29 - In een volksraadpleging stemt Frankrijk tegen het grondwettelijk verdrag voor Europa.
- 30 - In de nacht verdwijnt op Aruba de jeugdige Amerikaanse toeriste Natalee Holloway spoorloos.
- 31 - Bij een explosie van een opslagtank op de NAM-locatie in Warffum komen twee medewerkers om het leven en raakt een derde zwaargewond. De slachtoffers waren bezig met laswerkzaamheden toen de tank, gevuld met aardgascondensaat, ontplofte. Oorzaak lijkt een serie van misverstanden en incompetenties waardoor de mensen van het installatiebedrijf niet op de hoogte waren van het feit dat de tank nog gevuld was. In de daaropvolgende rechtszaak van oktober 2007 wordt een boete geëist van 150.000 euro tegen de NAM en 100.000 euro tegen het installatiebedrijf GTI uit Nieuwe Pekela.

juni
- 1 - De Nederlandse kiezers wijzen in een referendum het grondwettelijk verdrag voor Europa af.
- 1 - Bob Van Reeth wordt als Vlaams Bouwmeester opgevolgd door Marcel Smets.
- 5 - De Zwitserse bevolking stemt bij referendum in met toetreding tot het Verdrag van Schengen.
- 5 - In de Vietnamese provincies Đà Nẵng en Huế wordt de Hải Vântunnel officieel geopend.
- 13 - De ministers van financiën van de G8 verklaren zich bereid de schulden kwijt te schelden van de 18 heavily indebted poor countries voor de volgende G8-top.
- 14 - De Jamaicaanse atleet Asafa Powell verbetert het bijna 6 jaar oude record op de 100 m sprint met 0,01 s en brengt het op 9,77 s.
- 28 - De aandeelhouders van Koninklijke Olie en van Shell gaan akkoord met een volledige fusie. De nieuwe onderneming heet Royal Dutch Shell, is ingericht naar Engels recht en heeft haar hoofdkantoor in Den Haag.

juli
- 4 - Na 13 jaar burgeroorlog worden in Burundi parlementsverkiezingen gehouden.
- 6 - Het Vlaams Parlement keurt een nieuw gemeentedecreet goed, waarin de rol en bevoegdheden van alle actoren in de lokale besturen grondig worden geherdefinieerd.
- 7 - Bij terroristische aanslagen in het Londense openbaar vervoer vallen 52 doden en minimaal 700 gewonden.
- 13 - Het Postcrossing-project wordt gestart.
- 16 - Minstens 90 personen komen om het leven door een zelfmoordaanslag in de buurt van een sjiitische moskee in Moussayeb (Irak).

augustus
- 1 - Abdoellah bin Abdoel Aziz al-Saoed wordt koning van Saoedi-Arabië.
- 8 - Iran verklaart aan de verrijking van uranium voor vreedzame doeleinden te willen gaan werken. De Iraanse nucleaire plannen brengen het land al het gehele jaar in conflict met de Verenigde Staten en andere landen, omdat deze bang zijn dat Iran van plan is de technologie te gebruiken voor het ontwikkelen van kernwapens.
- 13 - Talpa begint met het uitzenden van programma's.
- 14 - Het Zimbabwaans voetbalelftal wint de negende editie van de COSAFA Cup door in de finale Zambia met 1-0 te verslaan.
- 15 - De Indonesische regering en de GAM-rebellen ondertekenen te Helsinki een vredesovereenkomst die een einde moet maken aan het 29-jarige conflict omtrent Atjeh.
- 17 - 23 - Israël trekt zich terug uit de Gazastrook. Het Israëlische leger evacueert de 8000 achtergebleven kolonisten tegen hun wil. De Palestijnse bevolking viert de 'bevrijding' uitbundig.
- 29 - De orkaan Katrina trekt verwoestend over de stad New Orleans.
- 31 - In Bagdad komen door massapaniek op de Al-Aaimmah brug tijdens een bedevaart 953 mensen om het leven.

september
- 11 - De Nederlandse judoka Dennis van der Geest wordt in Caïro wereldkampioen judo in de open klasse.
- 11 - De eerste vrouwelijke rabbijn van België heet Floriane Chinsky. Ze aanvaardt haar ambt in de nieuwe synagoge van Vorst.
- 12 - Hong Kong Disneyland Resort in Hongkong opent zijn deuren.
- 13 - In Nederland bekent het Openbaar Ministerie grote fouten te hebben gemaakt in het onderzoek naar de Schiedammer parkmoord.
- 18 - Na 30 jaar zijn er weer vrije parlementsverkiezingen in Afghanistan.
- 18 - Bij verkiezingen in Duitsland halen noch CDU/CSU+FDP, noch SPD+Groenen een meerderheid. Als regering treedt uiteindelijk een grote coalitie van CDU/CSU en SDP aan, geleid door Angela Merkel, de eerste vrouwelijke bondskanselier.
- 30 - Met de verhuizing van De Ritmeester uit Veenendaal naar Oost-Duitsland verdwijnt de laatste sigarenfabriek uit Nederland.

oktober
- 3 - Start van de onderhandelingen over de mogelijke toetreding van Turkije tot de EU; zie ook Turkije en de Europese Unie.
- 3 - Frontex wordt operationeel, het EU-agentschap voor de coördinatie van de bewaking der buitengrenzen.
- 5 - Orkaan Stan teistert Mexico en Centraal-Amerika.
- 8 - Een zware aardbeving treft Pakistan en zijn buurlanden, zie aardbeving Kasjmir 2005.
- 11 - Het Generatiepact wordt door de regering-Verhofstadt II aan het Belgische parlement voorgesteld.
- 15 - In een referendum wordt de nieuwe Iraakse grondwet aanvaard.
- 16 - Estland heeft een wereldprimeur: bij de gemeenteraadsverkiezingen kan via internet een geldige stem worden uitgebracht.
- 19 - In Irak begint het strafproces tegen voormalig dictator Saddam Hoessein.
- 27 - Elf uitgeprocedeerde asielzoekers komen om in een brand in het detentiecentrum op Schiphol-Oost.
- 27 - Rellen breken uit onder jongeren van Noord-Afrikaanse afkomst in Clichy-sous-Bois, een voorstad van Parijs, en verspreiden zich later over heel Frankrijk. Pas na de uitroeping van de noodtoestand en het instellen van een avondklok op 8 november wordt het weer rustiger. Zie: Rellen in Frankrijk 2005.

november
- 1 - Voor het eerst brengt een Russische president, Vladimir Poetin, een bezoek aan Nederland.
- 2 - In Thailand wordt de Amsterdamse crimineel John Mieremet geliquideerd en in Amsterdam zelf de aan de onderwereld gelieerde vastgoedhandelaar Kees Houtman.
- 7 - Oppositie van de planeet Mars: zijn schijnbare boogseconde is 19,8.
- 15 - Politiek activist, publicist en journalist Louis Sévèke wordt doodgeschoten in het centrum van Nijmegen.
- 19 - Irakoorlog - Een marinier wordt gedood door een bermbom in Haditha, in Irak, gevolgd door een massamoord door de mariniers onder de plaatselijke bevolking: 24 Iraakse burgers, onder wie acht kinderen, worden gedood.
- 25 - Door storm en winterse buien ontstaat de langste avondspits in Nederland ooit: er staat 802 kilometer file om 18.00 uur. Pas om 05.20 uur, de volgende ochtend, zijn alle files opgelost. Honderden reizigers (ook per trein) brengen de nacht door in opvangplaatsen. Deze dag was ook de donkerste dag ooit gemeten in de Bilt. Het KNMI wist een globale straling van 7 joules per vierkante centimeter te noteren. (Zie: Sneeuwstorm van 25 november 2005)
- 26 - Het derde Junior Eurovisiesongfestival wordt gehouden in Hasselt, België. De winnares is Ksenia Sitnik uit Wit-Rusland met het lied "My Vmeste", dat 149 punten behaalt.

december
- 1 - Oprichting van de autonome regio Nunatsiavut voor de Inuitbevolking in het noorden van de Canadese regio Labrador.
- 5 - Start van het proces tegen de leden van de Hofstadgroep.
- 9 - Laatste ritten van de traditionele Londense Routemaster-dubbeldekkerbus in de gewone dienstregeling. Er blijven nog wel Routemasters rijden op de museumlijnen.
- 18 - De indiaanse leider Evo Morales wint de presidentsverkiezingen in Bolivia.
- 24 - In Hasselt opent Plopsa Indoor Hasselt. Het is het eerste overdekte themapark in België.

## Muziek

### Populaire muziek
Bestverkochte singles in Nederland:
1. Artiesten voor Azië - Als je iets kan doen
2. Guus Meeuwis - Geef mij je angst
3. James Blunt - You're Beautiful
4. Lange Frans & Baas B - Het land van...
5. Jan Smit - Laura
6. Ch!pz - One, Two, Three!
7. Schnappi - Das Kleine Krokodil
8. Sugababes - Push The Button
9. Madonna - Hung Up
10. Robbie Williams - Tripping

Bestverkochte albums in Nederland:
1. Katie Melua - Piece by Piece
2. Anouk - Hotel New York
3. Robbie Williams - Intensive Care
4. Jan Smit - Jansmit.com
5. Coldplay - X&Y
6. Guus Meeuwis - Tien jaar levensecht
7. Kane - Fearless
8. Madonna - Confessions on a Dance Floor
9. Keane - Hopes and Fears
10. Il Divo - Il Divo

Bestverkochte singles in Vlaanderen:
1. Artiesten voor Tsunami 12-12 - Geef een teken
2. Crazy Frog - Axel F
3. Joy Gruttmann - Schnappi, das kleine Krokodil
4. James Blunt - You're beautiful
5. Bob Sinclar - Love Generation
6. Star Academy - Fame
7. Stash - Sadness
8. K3 - Kuma Hé
9. Laura Lynn - Je hebt me 1000 maal belogen
10. Akon - Lonely

Bestverkochte albums in Vlaanderen:
1. Coldplay - X&Y
2. Laura Lynn - Dromen
3. Anouk - Hotel New York
4. Moby - Hotel
5. Faithless - Forever Faithless, the greatest hits
6. Deus - Pocket Revolution
7. Frans Bauer - 10 jaar hits
8. U2 - How to dismantle an atomic bomb
9. Admiral Freebee - Songs
10. 50 Cent - The massacre

## Beeldende kunst

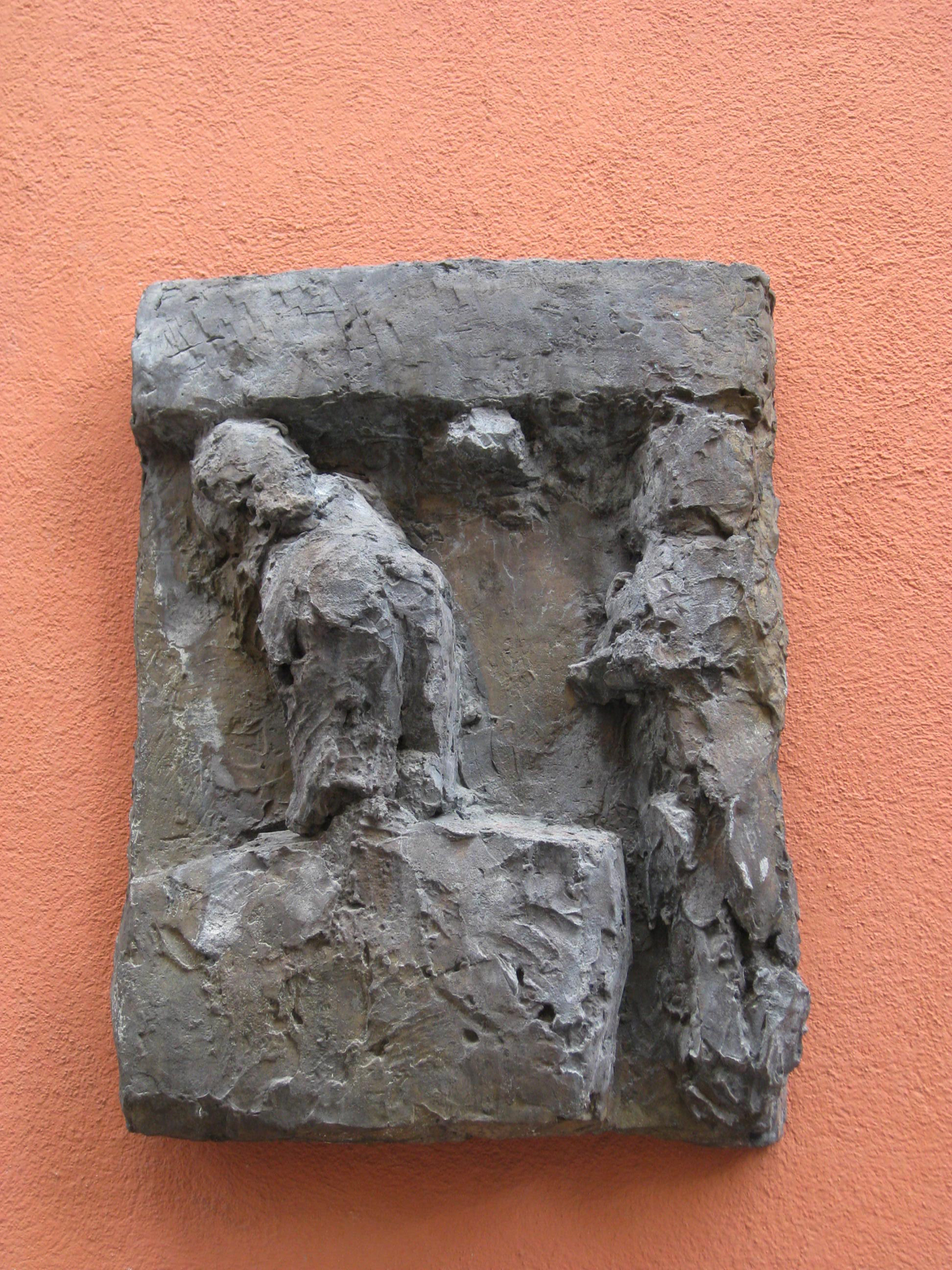
Muurreliëf (2005), Hans Josephsohn, Chur
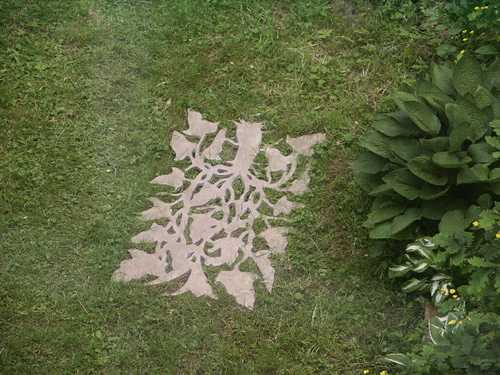
Tuinbeeld (brons, 2005), Carel Lanters
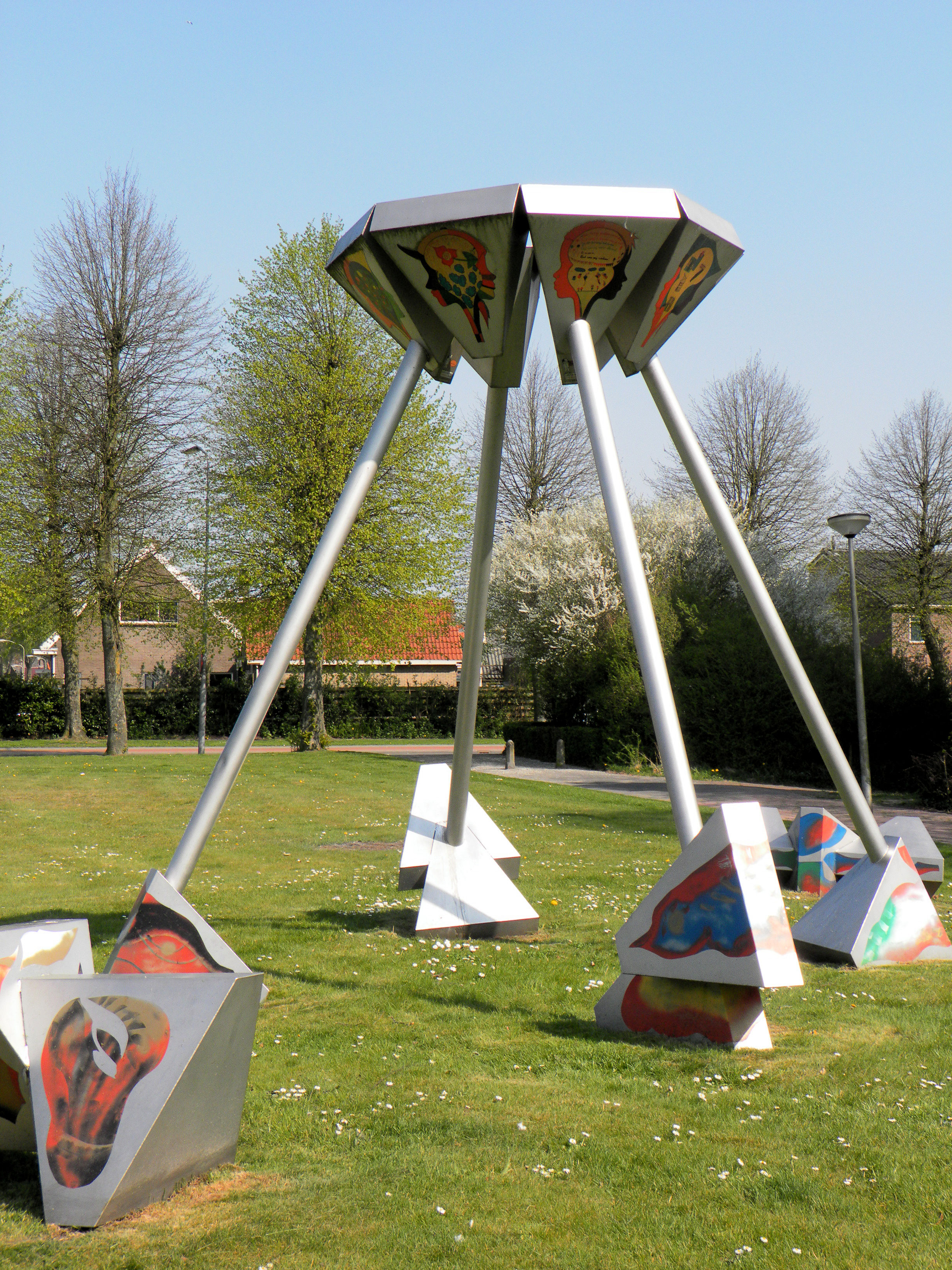
Sprankelplek (2005), Jos Spanbroek

## Bouwkunst

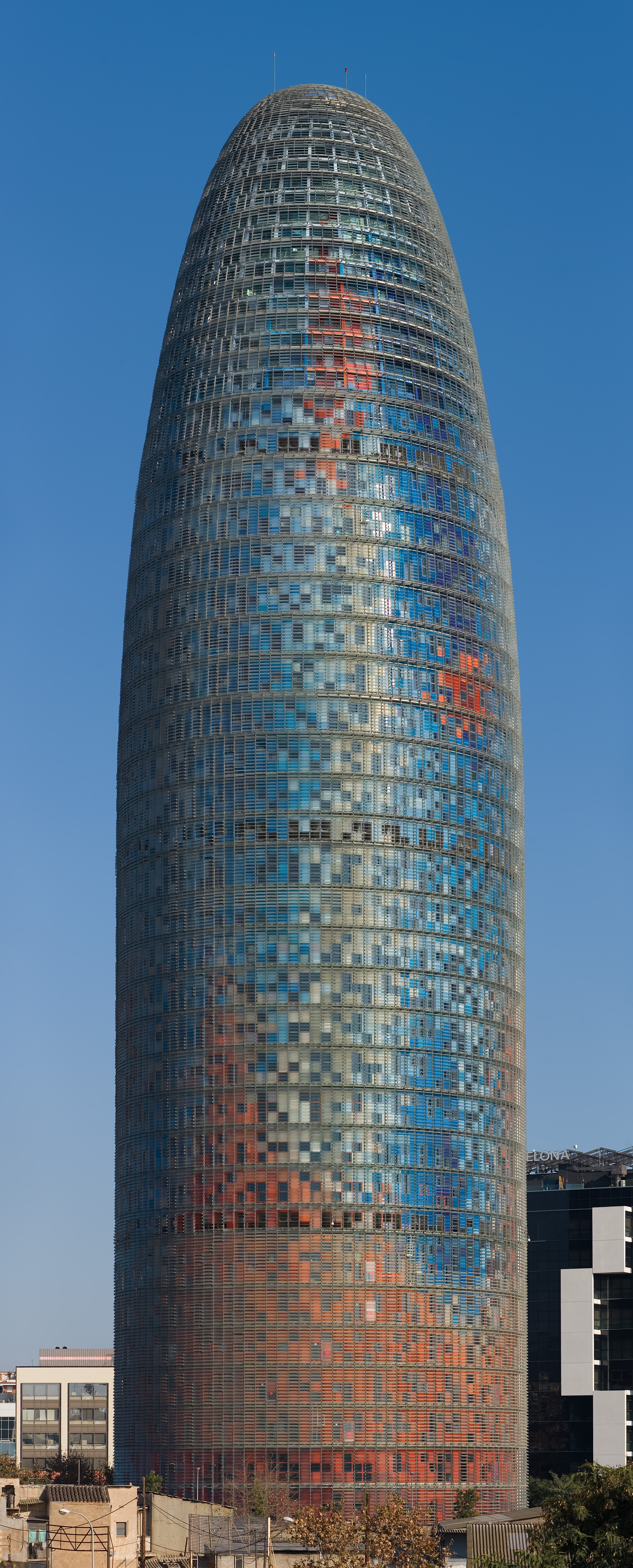
Torre Agbar (2005), Jean Nouvel, Barcelona
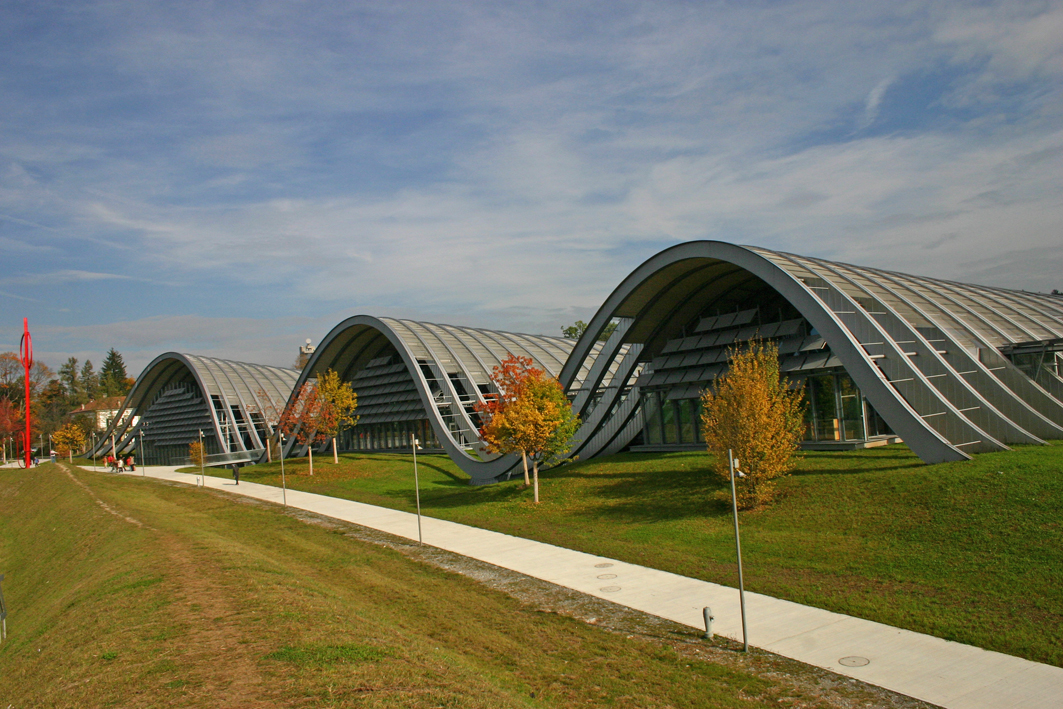
Zentrum Paul Klee (2005), Renzo Piano, Bern

## Geboren

### Januari
- 2 - Kiki Heshof, Nederlands voetbalster
- 2 - Femke Liefting, Nederlands voetbalster
- 4 - Rob Dillingham, Amerikaans basketballer
- 6 - Bianca Schanssema, Nederlands handbalster
- 9 - Julie Bego, Frans wielrenster
- 10 - Jørgen Nordhagen, Noors wielrenner
- 11 - Teo Briones, Amerikaans acteur
- 12 - Roxy Dekker, Nederlands singer-songwriter
- 12 - Yarek Gąsiorowski, Spaans-Pools voetballer
- 12 - Luca Giaimi, Italiaans wielrenner
- 13 - Judith van der Helm, Nederlands handbalster
- 14 - Juliana Londoño, Colombiaans wielrenster
- 15 - Oscar Chamberlain, Australisch wielrenner
- 16 - Eva Schatzer, Italiaans voetbalster
- 18 - Benedetta Pilato, Italiaans zwemster
- 19 - Bianca Bustamante, Filipijns autocoureur
- 21 - Darren Watkins Jr., Amerikaans youtuber en streamer
- 22 - Merel Maes, Belgisch atlete
- 23 - Fantine Harduin, Belgisch actrice
- 25 - Ben Dörr, Duits autocoureur
- 25 - Avantika Vandanapu, Amerikaans actrice
- 29 - Stijn Bultman, Nederlands voetballer
- 30 - Emilía Kiær Ásgeirsdóttir, IJslands voetbalster

### Februari
- 1 - Lindsay van Zundert, Nederlands kunstschaatsster
- 2 - Isabel van den Berg, Nederlands atlete
- 2 - Duarte Marivoet, Belgisch wielrenner
- 6 - Zak O'Sullivan, Brits-Iers autocoureur
- 7 - Fieke Kroese, Nederlands voetbalster
- 9 - Mike Kleijn, Nederlands voetballer
- 9 - Christian Mansell, Australisch autocoureur
- 9 - Bo op de Weegh, Nederlands voetbalster
- 14 - Léo Bisiaux, Frans wielrenner
- 14 - Chelsea Homan, Nederlands voetbalster
- 14 - Mathilde Janzen, Duits-Zweeds voetbalster
- 17 - Jeanuël Belocian, Frans-Guadeloups voetballer
- 17 - Storm Ingebritsen, Noors wielrenner
- 20 - Veerle Buchwald, Nederlands volleybalster
- 20 - Morris Schuring, Nederlands autocoureur
- 22 - Rami Kooti Arab, Nederlands acteur
- 24 - Steffen De Schuyteneer, Belgisch wielrenner
- 25 - Thijmen Blokzijl, Nederlands voetballer
- 25 - Emma Frijns, Nederlands voetbalster
- 28 - Vitor Roque, Braziliaans voetballer

### Maart
- 7 - Cian Shields, Brits autocoureur
- 10 - Esmir Bajraktarević, Bosnisch-Amerikaans voetballer
- 11 - Guillaume Restes, Frans-Ivoriaans voetballer
- 15 - Jessica Edgar, Brits autocoureur
- 15 - Nika Prevc, Sloveens schansspringster
- 17 - Fanney Inga Birkisdóttir, IJslands voetbalster
- 17 - Danique Tolhoek, Nederlands voetbalster
- 18 - Daliyah de Klonia, Nederlands voetbalster
- 20 - Gabriele Minì, Italiaans autocoureur
- 24 - Zoë Deltrap, Nederlands shorttrackster
- 24 - Luck Zogbé, Ivoriaans voetballer
- 26 - Ella Anderson, Amerikaans actrice
- 26 - Saël Kumbedi, Frans-Congolees voetballer
- 26 - Dimitris Rallis, Nederlands-Grieks voetballer
- 29 - Manoah van Houwelingen, Nederlands voetbalster
- 30 - Deau den Turk, Nederlands voetbalster

### April
- 3 - Antoni Milambo, Nederlands voetballer
- 5 - Fermín Aldeguer, Spaans motorcoureur
- 6 - Isaac Babadi, Nederlands voetballer
- 6 - Anne Moll, Duits voetbalster
- 8 - Davide Donati, Italiaans wielrenner
- 10 - Julia Mickenhagen, Duits voetbalster
- 12 - Niels Schlimback, Nederlands zanger en presentator
- 13 - Hannah Etzold, Duits voetbalster
- 14 - Dean Huijsen, Nederlands voetballer
- 17 - Niels Laros, Nederlands atleet
- 17 - Joseph Loake, Brits autocoureur
- 18 - Rafaela Ferreira, Braziliaans autocoureur
- 19 - Kobbie Mainoo, Engels-Ghanees voetballer
- 21 - Iris de Rouw, Nederlands voetbalster
- 22 - Elize van Vilsteren, Nederlands voetbalster
- 27 - Daniel Holgado, Spaans motorcoureur
- 27 - Lore Jacobs, Belgisch voetbalster
- 28 - Oliver Gray, Brits autocoureur
- 28 - Kiki Vissers, Nederlands voetbalster

### Mei
- 2 - Jak Crawford, Amerikaans autocoureur
- 3 - Jella Veit, Duits voetbalster
- 4 - Sanne Peereboom, Nederlands voetbalster
- 5 - Rafael Câmara, Braziliaans autocoureur
- 5 - Katla Tryggvadóttir, IJslands voetbalster
- 7 - Gerald Alders, Nederlands-Namibisch voetballer
- 7 - Freya Godfrey, Engels voetbalster
- 8 - Oliver Bearman, Brits autocoureur
- 8 - Roos de Haas, Nederlands voetbalster
- 8 - Eliezer Mayenda, Spaans-Frans voetballer
- 9 - Paulina Bartz, Duits voetbalster
- 11 - Hunter Yeany, Amerikaans-Brits autocoureur
- 14 - Amadou Koné, Ivoriaans-Malinees voetballer
- 20 - Iris Remmers, Nederlands voetbalster
- 23 - Josephine Arendsen, Nederlands actrice
- 25 - Bella Sims, Amerikaans zwemster
- 27 - Antoine L'Hote, Frans wielrenner
- 28 - Mattia Negrente, Italiaans wielrenner
- 29 - Sarina Heijblom, Nederlands voetbalster
- 31 - Pippa Molenaar, Nederlands volleybalster

### Juni
- 2 - Tom Crabbe, Belgisch wielrenner
- 2 - Robine Lacroix, Nederlands voetbalster
- 3 - Désiré Doué, Frans-Ivoriaans voetballer
- 3 - Isa Warps, Nederlands voetbalster
- 7 - Eva Bruijnes, Nederlands voetbalster
- 9 - Senna Agius, Australisch motorcoureur
- 13 - Josep María Martí, Spaans autocoureur
- 16 - Milton Delgado, Argentijns voetballer
- 18 - Nathan Zézé, Frans-Ivoriaans voetballer
- 19 - Danisha Theocharis, Nederlands voetbalster
- 24 - Senne van de Velde, Nederlands voetbalster
- 25 - Alina Axtmann, Duits voetbalster
- 26 - Alexia van Oranje-Nassau, Nederlands prinses
- 27 - Loïs Wieringa, Nederlands voetbalster
- 28 - Tom Bischof, Duits voetballer
- 28 - Francesco Pio Esposito, Italiaans voetballer
- 30 - Esmee Daalman, Nederlands voetbalster

### Juli
- 1 - Lilli Halttunen, Fins voetbalster
- 1 - Rikuto Kobayashi, Japans autocoureur
- 4 - Hanna Huizenga, Nederlands voetbalster
- 13 - Karlijn Woons, Nederlands voetbalster
- 16 - Felicity Wilson-Haffenden, Australisch wielrenster
- 20 - Ella Lloyd, Welsh autocoureur
- 21 - Joseph Zada, Australisch acteur
- 22 - Quinty Dupon, Nederlands voetbalster
- 23 - Pierce Gagnon, Amerikaans acteur
- 24 - Tom Bramel, Nederlands voetballer
- 27 - Kealyn Thomas, Nederlands voetbalster
- 28 - Noa Zwan, Nederlands actrice en zangeres
- 29 - Sanne Davelaar, Nederlands voetbalster
- 31 - Marcel Gladek, Sloveens wielrenner
- 31 - Jevon Simons, Nederlands voetballer

### Augustus
- 3 - Albína Goretkiová, Tsjechisch voetbalster
- 6 - Matthew Brennan, Brits wielrenner
- 10 - Nikola Topić, Servisch basketballer
- 17 - Lisa Stengs, Nederlands voetbalster
- 19 - Carla Lazzari, Frans zangeres en presentatrice
- 21 - Loreen Bender, Duits voetbalster
- 21 - Djoeke de Ridder, Nederlands voetbalster
- 21 - Demi Werther, Nederlands voetbalster
- 25 - Valentin Atangana, Frans-Kameroens voetballer
- 26 - Jayden Addai, Nederlands-Ghanees voetballer
- 28 - Stina Kagevi, Zweeds wielrenster
- 29 - Wieke Kaptein, Nederlands voetbalster

### September
- 2 - Sente Sentjens, Belgisch wielrenner
- 4 - Milkias Maekele, Eritrees voetballer
- 6 - Mara Alber, Duits voetbalster
- 6 - Laurens van Hoepen, Nederlands autocoureur
- 7 - Assane Diao, Spaans-Senegalees voetballer
- 7 - Noëlle van der Sluijs, Nederlands voetbalster
- 10 - Kyra van Leeuwe, Nederlands voetbalster
- 15 - Hugh Barter, Australisch autocoureur
- 20 - Emma Keuven, Nederlands YouTuber en actrice
- 20 - Liam Sceats, Nieuw-Zeelands autocoureur
- 24 - Estelle Pereira, Nederlands voetbalster
- 25 - Lotte Keukelaar, Nederlands voetbalster
- 28 - Adam Daghim, Deens-Palestijns voetballer

### Oktober
- 4 - Emmanuel van België, Belgisch prins
- 4 - Adam Rafferty, Iers wielrenner
- 5 - Noah Nartey, Deens-Ghanees voetballer
- 7 - Maja Hagemann, Deens voetbalster
- 7 - Fleur Huisman, Nederlands voetbalster
- 7 - Elías Montiel, Mexicaans voetballer
- 10 - Sanne van der Velde, Nederlands voetbalster
- 15 - Christian van Denemarken, Deens kroonprins
- 15 - Roos van Eijk, Nederlands voetbalster
- 17 - Lola Lovinfosse, Frans autocoureur
- 19 - Žak Eržen, Sloveens wielrenner
- 20 - Nicholas Monteiro, Braziliaans-Amerikaans autocoureur
- 20 - Filippo Turconi, Italiaans wielrenner
- 21 - Leah Hayes, Amerikaans zwemster
- 23 - Peter Hansen, Deens wielrenner
- 23 - Lynn Verhoef, Nederlands voetbalster
- 29 - José Antonio Rueda, Spaans motorcoureur
- 31 - Dixie Egerickx, Brits actrice
- 31 - Joy Vader, Nederlands voetbalster

### November
- 7 - Nicci Berrevoets, Nederlands voetbalster
- 10 - Pablo Torres, Spaans wielrenner
- 11 - Alex Dunne, Iers autocoureur
- 12 - Lore De Schepper, Belgisch wielrenster
- 13 - Leny Yoro, Frans-Ivoriaans voetballer
- 14 - Tasanapol Inthraphuvasak, Thais autocoureur
- 15 - Robin Blom, Nederlands voetbalster
- 21 - Roger Fernandes, Portugees-Guinee-Bissaus voetballer
- 21 - Jesús Rodríguez, Spaans voetballer
- 24 - Ibrahim Maza, Algerijns-Duits voetballer
- 25 - Eden Le Guilly, Frans voetbalster
- 25 - Rabby Nzingoula, Frans-Congolees voetballer
- 26 - Pernille Sanvig, Deens voetbalster
- 25 - Jóhanna Fossdalsá, Deens voetbalster

### December
- 2 - Charlie Wurz, Oostenrijks-Brits autocoureur
- 3 - Poppy Pritchard, Engels voetbalster
- 12 - Oliver Scarles, Engels voetballer
- 13 - Nicolas en Aymeric, Belgische kinderen
- 16 - Clement Bischoff, Deens-Keniaans voetballer
- 16 - Kamilla Melgård, Noors voetbalster
- 20 - Melina Reuter, Duits voetbalster
- 21 - Cacharel Promes, Nederlands voetbalster

## Weerextremen in België
- 7 januari: hoogste etmaalgemiddelde temperatuur ooit op deze dag: 9,8 °C.
- 10 januari: hoogste maximumtemperatuur ooit op deze dag: 13,6 °C en hoogste maximumtemperatuur: 13,6 °C. Dit is de warmste dag ooit in de maand januari.
- 16 maart: hoogste etmaalgemiddelde temperatuur ooit op deze dag: 15,1 °C.
- 1 mei: hoogste etmaalgemiddelde temperatuur ooit op deze dag: 21 °C en hoogste maximumtemperatuur: 28,7 °C.
- 27 mei: hoogste maximumtemperatuur ooit op deze dag: 31,6 °C.
- 20 juni: hoogste etmaalgemiddelde temperatuur ooit op deze dag: 26,5 °C en hoogste maximumtemperatuur: 33,9 °C.
- 23 juni: hoogste maximumtemperatuur ooit op deze dag: 32 °C.
- 24 juni: hoogste etmaalgemiddelde temperatuur ooit op deze dag: 26 °C en hoogste maximumtemperatuur: 32,7 °C.
- 29 juni: hoogste etmaalsom van de neerslag ooit op deze dag: 28 mm.
- 11 september: hoogste etmaalsom van de neerslag ooit op deze dag: 35 mm.
- 12 oktober: hoogste etmaalgemiddelde temperatuur ooit op deze dag: 17,5 °C.
- 25 oktober: hoogste etmaalgemiddelde temperatuur ooit op deze dag: 15,7 °C.
- 28 oktober: hoogste etmaalgemiddelde temperatuur ooit op deze dag samen met 1913: 17 °C.
- 29 oktober: hoogste etmaalgemiddelde temperatuur ooit op deze dag: 19,0 °C en hoogste maximumtemperatuur: 22,3 °C.
- 30 oktober: hoogste etmaalgemiddelde temperatuur ooit op deze dag: 18,6 °C en hoogste maximumtemperatuur: 22,4 °C.
- 3 november: hoogste etmaalgemiddelde temperatuur ooit op deze dag: 16,1 °C.